# Ратнов, Натан
Ратнов Натан (англ. Ratnoff Nathan15 сентября 1875, Пинск, Российская империя — 23 декабря 1947, Нью-Йорк, Соединённые Штаты Америки) — американский врач, общественный деятель.

## Биография
Родился в семье Ошера Ратнова и Иды Финкель. Получил традиционное еврейское образование. Окончил гимназию в Пинске. В 1891 эмигрировал в США, продолжил свою учёбу в медицинской школе Балтиморского университета, который окончил в 1898. В 1930—1945 директор госпиталя Бет-Изрейел (с 1945 — консультант). Основатель Еврейского Госпиталя Материнства (Jewish Maternity Hospital), впоследствии вошедшего в состав Бет-Изрейел. Организатор в 1921 и глава Американского еврейского сообщества врачей (American Jewish Physicians Committee). Принимал участие в строительстве больницы «Хадасса», медицинского факультета Еврейского университета в Иерусалиме. Входил в состав руководства гимназии «Герцлия».